# The Nickel Ride
The Nickle Ride is een Amerikaanse misdaadfilm uit 1974 onder regie van Robert Mulligan.

## Verhaal
De crimineel Cooper beheert verschillende pakhuizen in Los Angeles, waar maffialeden hun gestolen goed verbergen. De misdaadorganisatie heeft stilaan plaatsgebrek. Een topman geeft Cooper de opdracht om een akkoord te sluiten over een nieuw pakhuis met enkele corrupte politieagenten en stadsambtenaren. 

## Rolverdeling
| Acteur         | Personage |
| -------------- | --------- |
| Jason Miller   | Cooper    |
| Linda Haynes   | Sarah     |
| Victor French  | Paddie    |
| John Hillerman | Carl      |
| Bo Hopkins     | Turner    |
| Richard Evans  | Bobby     |
| Bart Burns     | Elias     |
| Lou Frizzell   | Paulie    |
| Mark Gordon    | Tonozzi   |
| Harvey Gold    | Chester   |
| Lee de Broux   | Harry     |